# اعتراض (حقوق)
واخواهی، یا اعتراض در رشته حقوق به شکایتی گفته می‌شود که محکوم علیه غایب نسبت به حکم غیابی در دادگاه صادرکننده حکم مطرح می‌کند. واخواهی یک طریق عدولی رسیدگی به شکایت از احکام است زیرا بر اثر آن دعوا برای بررسی مجدد به دادگاه صادرکننده حکم برمی‌گردد تا در صورت وجود اشتباه آن را فسخ و إلا استوار کند. در حقوق ایران مهلت واخواهی در امور حقوقی تا بیست روز پس از ابلاغ دادنامه و برای کسانی که خارج از کشور اقامت دارند دو ماه از تاریخ ابلاغ واقعی خواهد «ماده 306 ق.آ.د.م مصوب 1379» و در امور کیفری تا بیست روز پس از ابلاغ دادنامه یا در طول مدت‌های یادشده پس از ادعای محکوم علیه دایر بر بی اطلاعی از مفاد دادنامه هنگام شروع به اجرای حکم خواهد بود «ماده 406 ق.آ.د.ک مصوب 1392». رسیدگی به اعتراض واخواهی در دادگاه صادرکننده رای غیابی و حسب تشخیص قاضی با تشکیل جلسه رسیدگی یا بدون تشکیل وقت رسیدگی و بر اساس اعتراض واخواه به عمل می‌آید.
اگر معترض به حکم ثابت نماید عدم اقدام به واخواهی در این مهلت به دلیل عذر موجه بوده است. در این صورت باید دلایل موجه بودن عذر خود را ضمن دادخواست واخواهی به دادگاه صادرکننده رای اعلام نماید. اگر دادگاه ادعا را موجه تشخیص داد قرار قبول دادخواست واخواهی را صادر و اجرای حکم نیز متوقف می‌شود. جهات زیر عذر موجه محسوب می‌گردد:
۱ ـ مرضی که مانع از حرکت است.
۲ ـ فوت یکی از والدین یا همسر یا اولاد.
۳ ـ حوادث قهریه از قبیل سیل، زلزله و حریق که بر اثر آن تقدیم دادخواست واخواهی در مهلت مقرر ممکن نباشد.
۴ ـ توقیف یا حبس بودن به نحوی که نتوان در مهلت مقرر دادخواست واخواهی تقدیم کرد.
ـ چنانچه ابلاغ واقعی به شخص محکوم علیه میسر نباشد و ابلاغ قانونی به عمل آید، آن ابلاغ معتبر بوده و حکم غیابی پس از انقضای مهلت قانونی و قطعی شدن به موقع اجرای گذارده خواهد شد.
درصورتی که حکم ابلاغ واقعی نشده باشد و محکوم علیه مدعی عدم اطلاع از مفاد رای باشدمی تواند دادخواست واخواهی به دادگاه صادرکننده حکم غیابی تقدیم دارد. دادگاه بدواً خارج از نوبت در این مورد رسیدگی نموده قرار رد یا قبول دادخواست را صادر می‌کند. قرار قبول دادخواست مانع اجرای حکم خواهد بود.
– اجرای حکم غیابی منوط به معرفی ضامن معتبر یا اخذ تأمین متناسب از محکوم له خواهد بود. مگر اینکه دادنامه یا اجرائیه به محکوم علیه غایب ابلاغ واقعی شده و نامبرده در مهلت مقرر از تاریخ ابلاغ دادنامه واخواهی نکرده باشد.
– تقدیم دادخواست خارج از مهلت یادشده بدون عذر موجه قابل رسیدگی درمرحله تجدیدنظر برابر مقررات مربوط به آن مرحله می‌باشد.
چنانچه محکوم علیه غایب پس از اجرای حکم، واخواهی نماید و در رسیدگی بعدی حکم به نفع او صادر شود، خواهان ملزم به جبران خسارت ناشی از اجرای حکم اولی به واخواه می‌باشد.
رایی که پس از رسیدگی واخواهی صادر می‌شود فقط نسبت به واخواه و واخوانده مؤثر است و شامل کسی که واخواهی نکرده‌است نخواهد شد، مگر اینکه رای صادره قابل تجزیه و تفکیک نباشد که در این صورت نسبت به کسانی که مشمول حکم غیابی بوده ولی واخواهی نکرده‌اند نیز تسری خواهد داشت.
در امریکا بعضی ایالات مانند مینسوتا اعتراض حقوق را به رسمیت نمی شناسند.